# Димитри Янков
Димитри Янков, известен като Димче Янко (на македонска литературна норма: Димитри Јанков, Димче Јанко), е виден резбар от Югославия и Социалистическа република Македония. Янков е един от така наречената Голяма охридска четворка резбари: Славе Атанасовски – Кръстанче, Петър Калайджиев и Наум Донев.

## Биография
Роден е на 21 октомври 1919 година в Охрид, тогава в Сърбо-хърватско-словенското кралство, в многочленното семейство на Яне и Луиза Стружанчева. В 1934 година напуска гимназията и се записва в Резбарското училище в Охрид. След това учи в Пловдив и в 1947 година изкарва майсторски изпит. От 1947 до 1962 година Димче Янков работи във фондацията на „Света Богородица Перивлепта“, а след това в ателието за художествена резба „Андон Дуков“. След закриването на ателието, Димче Янков работи в Народния музей на град Охрид, а по-късно в художествено ателие в Охрид на работната организация „Бистра-продукт“. От 1962 година до пенсионирането си работи в собственото си ателие.
Янков участва в много колективни изложби: в 1938 година в Белград, 1947 година във Варна, два пъти в Холандия и редовно на годишните изложби на Сдружението на резбарите на Македония.
Димче Янков е автор на индивидуални и групови проекти, като работата му включва резбовани дела за държавни или църковни институции – тавани, работни кабинети, розети, фризове, гарнитури, стълбове, владишки тронове, дарохранителници, целувални иконостаси, постаменти, кръстови и други. Творбите му са разпръснати в много градове из Република Македония, другите страни на бивша Югославия, както и в Европа, САЩ, Канада, Австралия и Русия.
В 2008 година Никола Бошале пише книга за Димче Янков, наречена „Последниот патрик на Охридската резба“.
Димче Янков умира на 12 януари 2014 година в родния си град.